# 胡震亨
胡 震亨（こ しんきょう、1569年（隆慶3年） - 1645年（清順治2年、明弘光元年/隆武元年））は、明代の文人。元の字は君鬯（くんちょう）、字は孝轅（こうえん）、号は遯叟（とんそう）、また赤城山人を号する。嘉興府海塩県の人。
代々儒学を生業とし、その父の胡彭述の蔵書は万巻を超えた。万暦25年（西暦1597年）の挙人、しばしば進士の試験を受けるも及第しなかった。故城教諭・合肥県知県を歴任し、崇禎の末年、補って定州知州となり、兵部職方司員外郎に抜擢される。間もなく帰郷を願い家に籠もった。書を嗜むことが宿命であるかのように日夜倦まず精読し、近人の張元済はそれを「わが村一番の読書人士」であると誉めた。一生涯の著述は幅広く豊富で、著には『赤城山人稿』・『読書雑記』・『海塩県図経』・『李詩通』・『杜詩通』・『唐音統籤』等がある。
『唐音統籤』一書は、明代の唐詩研究諸学者の地位を定め、全書総1033巻、十干を順序とし、『甲籤』から『壬籤』まで、幅広く豊富に網羅し、時間の前後を勘案しつつ、唐代から五代に至るまで300余年間の詩作や、詞曲・諺語・酒令等に及ぶ収録で、これは胡の唐詩研究の総括であり、また詩人の遺聞逸事を採集し、小註に附して入れつつ、出処・版本を註して明らかにしている。『唐音統籤』及び季振宜の『唐詩』は、清の康煕年間の『全唐詩』編纂の種本となった。また唐の韓鄂の『歳華紀路』を刻した。胡震亨の没後、子孫・後人は『唐音統籤』全書の刊行普及を努めて図ったが、巻帙の繁多によって、清の終局の世まで願い通りにゆかず、わずかに『唐音癸籤』33巻が最初に刊行が成り、かつ内容が精緻であるため、今に至るまで単一で世間に行われ得ている。